# Ricaurte (municipalité)
Pour les articles homonymes, voir Ricaurte.
Ricaurte est l'une des neuf municipalités de l'État de Cojedes au Venezuela. Son chef-lieu est Libertad. En 2011, la population s'élève à 12 657 habitants.

## Géographie

### Subdivisions
La municipalité est divisée en deux paroisses civiles avec chacune à sa tête une capitale (entre parenthèses) :
- Libertad de Cojedes (Libertad) ;
- El Amparo (El Amparo).